# Szersén Gyula
Szersén Gyula (Budapest, 1940. november 22. – Budapest, 2021. március 17.) Jászai Mari- és Tolnay Klári-díjas magyar színművész.

2018-ban az Írószövetség székházában (Tóth Csilla Ilona fényképfelvétele)

## Élete
Szülei id. Szersén Gyula és Szeszák Margit voltak. Testvérei: Szersén Margit és Szersén Éva. Édesanyját 1947-ben elveszítette. Mátyásföldön nevelkedett, a Corvin Mátyás Gimnáziumban érettségizett. Az 1956-os forradalom idején gimnazistaként jelen volt a Sztálin-szobor ledöntésénél.
1965-ben kapott oklevelet a Színiakadémián, bár 1958-tól már szerepelt az Állami Déryné Színház és a Vígszínház színpadán. A Nemzeti Színház tagja volt 1965–2005 között, majd tíz évig szerepelt a Gyulai Várszínházban. Haláláig a Piccolo Színház társulatának volt a tagja, valamint vendégszerepelt a Budaörsi Játékszínben.
Jellegzetes hangja lévén 1964 óta rendszeresen szinkronizált, és az egyik legnépszerűbb és legtekintélyesebb szinkronhang volt, nagyon gyakran például William Shatner magyar hangja volt, a Star Trek mozifilmekben és a T. J. Hooker krimisorozatban, de 31-31 filmben ő szinkronizálta Michele Placidót főként a Polip Cattani főfelügyelőjeként és Charles Bronsont is. Továbbá számtalan ismeretterjesztő film szinkronhangja volt. Végvári Tamás 2010-ben bekövetkezett halálát követően David Attenborough állandó magyar hangja is volt.

### Magánélete
1964-ben házasságot kötött Vas Máriával. Egy lányuk született, Andrea (1967).

## Színházi szerepei
- Goethe: Faust – Lynceus; Bálint
- Georg Büchner: Danton halála – Hermann
- Arthur Sullivan: Házasságszédelgő – esküdt
- Büchner: Leonce és Léna – Valerio
- Füst Milán: Negyedik Henrik király
- Bertolt Brecht: Kivétel és szabály – kuli
- Radnóti Miklós: Emlékezés Radnóti Miklósra
- Makszim Gorkij: A nap fiai – Roman
- J. B. Priestley: A Conway család – Gerald Thornton
- Hubay Miklós: Szüless újra, kedves – a rendőrtiszt
- Tennessee Williams: Az ifjúság édes madara (színmű) – Stuff
- Sárközi György: Dózsa – Tamás
- William Shakespeare: Coriolanus – Calvus
- Peter Weiss: Jean-Paul Marat üldöztetése és meggyilkolása, ahogy a charentoni elmegyógyintézet színjátszói előadják de Sade úr betanításában – ötödik ápolt
- Marin Držić: Dundo Maroje – Máró
- Déry Tibor: Bécs, 1934 – Brennberg
- Vörösmarty Mihály: Czillei és a Hunyadiak – Hunyadi László (horvát bán)
- Weiss: A vizsgálat – tizenkettedik vádlott
- Nagy László: Nagy László-est
- Katona József: Bánk bán – egy zászlósúr; Solom mester; Simon bán
- Pedro Calderón de la Barca: Huncut kísértet – Don Luis
- Boldizsár Iván: Túlélők – holland tiszt
- Illyés Gyula: Fáklyaláng – Andorás
- Molière: Tartuffe – Damis; rendőrhadnagy
- Madách Imre–Keresztury Dezső: Csák végnapjai – Dávid
- Carlo Goldoni: A fogadósné – Fabrizio
- Shakespeare: Tévedések vígjátéka – Ephesusi Antipholus
- Balassi Bálint: Szép magyar komédia – Credulus
- Dosztojevszkij: A félkegyelmű – Rogozsin
- Jékely Zoltán: Fejedelmi vendég – főétekfogó
- Lope de Vega: A furfangos menyasszony – Lucindo
- Shakespeare: Athéni Timon – Lucius szolgája
- Peter Luke: VII. Hadrián – George Arthur Rose
- Gyurkó László: Fejezetek Leninről
- Szigligeti Ede: A trónkereső – Borics
- Örkény István: Sötét galamb – Tar Dezső
- Csehov: Ivanov – Lvov Jevgenyij Konsztantyinovics
- Shakespeare: Rómeó és Júlia – Páris; Montague
- Stoppard: Rosencrantz és Guildenstern halott (színmű) – Horatio
- Kós Károly: István király (Az országépítő) – Vazul
- Brecht: A szecsuáni jólélek – isten; második isten
- Móra Ferenc–Kárpáthy: Aranykoporsó – Constantinus római császár
- Molière: Kényeskedők – La Grange
- Molière: Amphithryon – Jupiter
- Áprily Lajos: A bíboros – Jákó pásztor
- Tábori György: Pinkville – 3. őrmester
- Fernando de Rojas: Celestina – Calixto
- Darvas József: Hunyadi – Balázs pap
- Devecseri Gábor: Odüsszeusz szerelmei – Télemakhosz
- Móricz Zsigmond: Rokonok (regény) – Dr. Kopjáss István
- Weiss: Hölderin – Marx
- Shakespeare: Lear király – Edgar
- Gorkij: Jegor Bulicsov és a többiek – Zvoncov; Mokej Baskin
- Gladkov: Elérkezett az idő – Bagyin
- Keresztury Dezső: Nehéz méltóság – gróf Bethlen Miklós
- Alekszandr Gelman: Egy ülés jegyzőkönyve – Komkov
- Illyés Gyula: Különc – Podmaniczky Frigyes
- Wesker: A konyha – Gaston
- Németh László: Husz János – Stokes
- Trevor Griffiths: Komédiások – George McBrain
- Kornis Mihály: Halleluja – Tarkainges
- Jókai Mór: Thália szekerén – Kulacsfi
- Illyés Gyula: Tiszták – Vidal
- Moldova György: Titkos záradék,– Dobronay Egon
- Páskándi Géza: A szélmalom lakói – Pali bácsi
- Victor Hugo: A királyasszony lovagja (Ruy Blas) – Don Antonio Ubilla; Don Salluste de Bazan
- Nagy Ignác: Tisztújítás – Tornyay szolgabíró
- Szörényi Levente: István, a király – Bese
- Harriet Beecher Stowe: Tamás bátya kunyhója – Tamás bátya
- Shakespeare: II. Richárd – Bagot
- Shakespeare: IV. Henrik – Poins
- Madách Imre: Mózes – Dátán
- Szophoklész: Tragédia magyar nyelven Szophoklész Antigoné-jából – Hírnök
- Brecht: A kaukázusi krétakör
- Shakespeare: A vihar – Adrian
- Vörösmarty Mihály: Csongor és Tünde – Fejedelem
- Henrik Ibsen: Peer Gynt
- Gyurkovics Tibor: Halálsakk – Báró Szalbek
- Mikszáth Kálmán: A Noszty fiú esete Tóth Marival (regény) – Lovag Stromm Adalbert ezredes
- Sütő András: Az ugató madár – Szentgyörgyi Ábel
- Czakó Gábor: Fehér ló, avagy Duna-party kocsmológia – Nicoletti
- Madách Imre: Az ember tragédiája – harmadik udvaronc; második gyáros
- Wyspianski: Menyegző – Költő
- Victorien Sardou–Émile Moreau: Szókimondó asszonyság – Jasmin
- Mikszáth Kálmán: Szent Péter esernyője (regény) – Mravucsán
- Johann Nepomuk Nestroy–Heltai Jenő: Lumpáciusz Vagabundusz, vagy a három jómadár – finom úr
- Jókai Mór: A kőszívű ember fiai (regény) – Ridegváry Bence
- Emmet Liverpool: Az Úr katonái – Robert Stuart
- John Millington Synge: A nyugati világ bajnoka – Philly O'Cullen
- Molière: A nők iskolája – Oronte
- Balázs Béla: A kékszakállú herceg vára (opera) – Prológus
- Márai Sándor: Kassai polgárok – Gergely páter
- Karinthy Ferenc: Leánykereskedő – Mr. Chasar

## Filmjei
| - Sodrásban (1963) - Így jöttem (1964) - Négy lány egy udvarban (1964) - Zöldár (1965) - Szegénylegények (1965) - Fényes szelek (1968) - Az alvilág professzora (1969) - Pokolrév (1969) - Mérsékelt égöv (1970) - Hekus lettem (1972) - Kísérleti dramaturgia (1972) - Kilenc hónap (1976) - Rosszemberek (1978) - Szívzűr (1981) - Kettévált mennyezet (1981) - A remény joga (1981) - Viadukt (1983) - Királygyilkosság (1984) - A rejtőzködő (1985) - Szamárköhögés (1986) - Álombrigád (1989) - És mégis… (1991) - A legbátrabb város (2008) - Vad Szigetköz – A szárazföldi delta (2013) narrátor - Inverse Everest (2018) narrátor | - Villon (1965) - Őrjárat az égen 1–4. (1970) - A fekete város 1–7. (1971) - A képzelt beteg (1971) - Rózsa Sándor 1–6. (1971) - Egy óra múlva itt vagyok… (1971) - Uborkafa (1971) - György barát (1972) - Kukori és Kotkoda (1972) - Jó estét nyár, jó estét szerelem (1972) - Sólyom a sasfészekben (1973) - Ida regénye (1974) - Felelet 1–6. (1974) - Illetlenek (1974) - A farkasok (1974) - Nyúlkenyér (1977) - Petőfi 1–6. (1977) - Az elefánt (1978) - Gyilkosság a 31. emeleten (1980) - Családi kör (1981–1989) - Liszt Ferenc (1982) - A névtelen vár 1–6. (1982) - Széchenyi napjai (1985) - Szomszédok (1987–1998) - Micike és az Angyalok (1987) - Nyolc évszak 1–8. (1987) - A trónörökös (1989) - Randevú Budapesten (1989) - Pénzt, de sokat! (1991) - Uborka (1992) hang - Szent Gellért legendája (1994) - Barátok közt (2006) |

## Szinkronszerepei
| Cím                                                          | Szerep                                       | Színész                       |
| ------------------------------------------------------------ | -------------------------------------------- | ----------------------------- |
| U-571                                                        | főnök                                        | Harvey Keitel                 |
| Cop Land                                                     | Ray Donlan                                   | Harvey Keitel                 |
| Blitz                                                        | Brown rendőrfőnök                            | Nicky Henson                  |
| Total Recall – Az emlékmás                                   | Helm                                         | Michael Champion              |
| Hófehérke és a hét törpe (magyar hang az InterCom-nál)       | mesélő                                       |                               |
| A két pápa                                                   | XVI. Benedek pápa                            | Anthony Hopkins               |
| A korona hercege                                             | Jongdzso koreai király                       | Lee Soon Jae                  |
| Ash vs Evil Dead                                             | Brock Williams                               | Lee Majors                    |
| Gyilkos elmék                                                | Jason Gideon                                 | Mandy Patinkin                |
| Dr. Strangelove                                              | Jack D. Ripper tábornok                      | Sterling Hayden               |
| Egy zseni, két haver, egy balek (magyar hang az RTL Klubnál) | Cabot őrnagy                                 | Patrick McGoohan              |
| Vadnyugati Casanova                                          | Sonny Bronston                               | Jack Palance                  |
| Derrick (magyar hang az MTV-nél)                             | Willy Berger                                 | Willy Schäfer                 |
| Váratlan utazás                                              | Alec King                                    | Cedric Smith                  |
| T.J. Hooker (magyar hang az MTV-nél)                         | T.J. Hooker                                  | William Shatner               |
| Peter Strohm                                                 | Dr. Wegener                                  | Ulrich von Dobschütz          |
| Én a vízilovakkal vagyok                                     | Slim                                         | Terence Hill                  |
| Szuperzsaru                                                  | David Speed                                  | Terence Hill                  |
| Aranyeső Yuccában                                            | Colorado Sim                                 | Riccardo Pizzuti              |
| Nyomás utána! (magyar hang az InterVideo-nál)                | Rosco Frazer alias Steinberg                 | Terence Hill                  |
| Nincs bocsánat! (Isten megbocsát, én nem)                    | Cat Stevens                                  | Terence Hill                  |
| Gyémántvadászok (Mindent bele, fiúk!)                        | Plata                                        | Terence Hill                  |
| Blackie, a kalóz (Kalózok háborúja)                          | Blackie                                      | Terence Hill                  |
| Volt egyszer egy Vadnyugat (magyar hang az MTV-nél)          | Harmónika                                    | Charles Bronson               |
| Sherlock Holmes kalandjai                                    | Dr. Watson                                   | David Burke, Edward Hardwicke |
| Sherlock és én                                               | Dr. Watson                                   | Ben Kingsley                  |
| Született feleségek                                          | Henry Mason                                  | Ronny Cox                     |
| X polgártárs                                                 | Mihail Fetisov ezredes/tábornok              | Donald Sutherland             |
| Maffiózók                                                    | Paul „Walnuts” Gualtieri                     | Tony Sirico                   |
| Roger nyúl a pácban                                          | Eddie Valiant                                | Bob Hoskins                   |
| Polip                                                        | Cattani felügyelő                            | Michele Placido               |
| Poirot                                                       | Poirot – ő és Balázs Péter is szinkronizálta | David Suchet                  |
| Airplane 2. – A folytatás                                    | Bluck Murdock parancsnok                     | William Shatner               |
| Airplane!                                                    | Kramer                                       | Robert Stack                  |
| Ben Hur                                                      | Messala                                      | Stephen Boyd                  |
| A parfüm                                                     | Antoine Richis                               | Alan Rickman                  |
| A szupercsapat                                               | John „Hannibal” Smith ezredes                | George Peppard                |
| Királyi harc a Napért                                        | Estete                                       | Michael Craig                 |
| Sine Mora                                                    | Ronotra Koss                                 |                               |
| A Cápa                                                       | Quint                                        | Robert Shaw                   |
| Szárnyát vagy combját?                                       | Gina férje                                   | Vittorio Caprioli             |
| Őszi szonáta                                                 | Viktor                                       | Halvar Björk                  |
| Éjszakák és nappalok                                         | Bogumił Niechcic                             | Jerzy Bińczycki               |
| Belfagor a pokolból                                          | Belfagor                                     | Vittorio Gassman              |
| Twin Peaks                                                   | Leland Palmer                                | Ray Wise                      |
| Repcsik                                                      | Bulldog                                      |                               |
| Verdák 2.                                                    | Flynn McKémbridge                            |                               |
| A két pápa                                                   | XVI. Benedek pápa                            | Anthony Hopkins               |
| Grant kapitány gyermekei                                     | Grant kapitány                               | Borisz Hmelnickij             |
| Columbo – A döntő játszma                                    | Paul Hanlon                                  | Robert Culp                   |
| Columbo – Két detektív, egy gyilkosság                       | Ward Fawler                                  | William Shatner               |
| Columbo – Az ínyenc gyilkos                                  | Paul Gerard                                  | Louis Jourdan                 |
| Columbo – Pillangó a sötétség árnyékában                     | Fielding Chase                               | William Shatner               |

## Díjai és kitüntetései
- Jászai Mari-díj (1986)
- Szinkronszakma életműdíj (2018)

- Tolnay Klári-díj (2020)[11]

## Cd-k és hangoskönyvek
- Wass Albert: Elvész a nyom
- Sir Arthur Conan Doyle: Sherlock Holmes különleges esetei 1–2.